# Camille Gigon
Camille Aimé Louis François Gigon (Saint-Georges-d'Oléron, 19 septembre 1842-Toulon, 23 mai 1916), est un officier de marine français. 

## Biographie
Fils d'un négociant, il entre à l'École navale en octobre 1858 et en sort aspirant de 2e classe en août 1860. Il sert alors sur la Galatée puis sur le Duguay-Trouin à la division du Pacifique et des côtes occidentales d'Amérique et est nommé aspirant de 1re classe en septembre 1862. 
Il embarque en mars 1863 sur le Souffleur et passe en juin sur la Flèche au Mexique où il se fait remarquer lors des opérations de Campeche. Il est alors récompensé de la croix de chevalier de la Légion d'honneur. Promu enseigne de vaisseau (septembre 1864), il est le second de la Flèche et doit lutter énergiquement contre une épidémie de fièvre jaune qui s'est déclarée à bord. 
En mars 1865, officier de manœuvre sur la Néréide, il fait une campagne scientifique autour du monde puis passe en 1866 sur le Souffleur à Brest avant de nouveau embarquer sur la Néréide pour un deuxième tour du monde au cours duquel il est nommé lieutenant de vaisseau (mars 1868). 
Il est en juin 1869 sur la Somme dans le Pacifique puis sur l' Alceste en Méditerranée. Il commande lors du siège de Paris une compagnie de marins aux forts d'Ivry et de Montrouge et est nommé en 1871 sous-aide major à Rochefort. 
Second de l' Orne (1872), il est chargé de transporter des convois de déportés de la Commune en Nouvelle-Calédonie puis commande en octobre 1873 une compagnie à la division des équipages de Toulon. 
En avril 1875, officier de manœuvre sur le vaisseau-école de canonnage Alexandre à Toulon il commande de septembre 1876 à septembre 1878 la Surprise en Extrême-Orient et protège les Européens de la région de Peï-Ho et de Tien-Tsin tout en s'occupant d'hydrographie. Il passe ensuite en escadre de Méditerranée sur le Iéna (février 1879) puis sur le vaisseau-école de canonnage Souverain (juin) et devient en décembre 1880 officier de manœuvre du Friedland avec lequel il participe à la campagne de Tunisie et se distingue aux combats de Sfax et de Gabès où il dirige les opérations de débarquement.  
Il embarque en mars 1882 sur l' Océan et est promu capitaine de frégate en juillet. Second du Japon à Toulon, il rejoint l'Extrême-Orient en mars 1883 comme second de la Triomphante dans l'escadre de l'amiral Lespès avec laquelle il participe aux opérations sur les côtes chinoises. 
En avril 1884, il commande le Volta dans l’escadre de l'amiral Courbet, se fait remarquer lors de la bataille de Fou-Tchéou puis à celle de la rivière Min avec l'amiral à son bord. 
Après son retour en France, il est nommé capitaine de vaisseau (juillet 1885) et sert à la majorité générale à Brest avant de prendre en 1886 le commandement du Marengo en essais. Il passe ensuite en Méditerranée et commande les cuirassés Colbert (1888) et Formidable (1889) en tant que capitaine de pavillon des amiraux Bergasse Dupetit-Thouars et Charles Duperré. 
Directeur des mouvements du port de Toulon (septembre 1890), il commande les cuirassés Dévastation (septembre 1891) puis Vauban (octobre 1892) et Courbet (septembre 1893) en escadre de Méditerranée. 
Contre-amiral (septembre 1895), chef d'état-major à Cherbourg, il est nommé en mars 1897 major général du port, fonctionne qu'il occupe en octobre 1900 à Toulon. 
Vice-amiral (mars 1903), préfet maritime de Lorient (juin 1903) puis de Toulon (avril 1904), il est nommé en septembre 1905 commandant en chef de l’escadre du Nord avec pavillon sur le Masséna puis sur le Léon-Gambetta. 
Il prend sa retraite en septembre 1907 et meurt à Toulon le 23 mai 1916. 

## Récompenses et distinctions
- Chevalier (25 mai 1864), Officier (26 décembre 1883), Commandeur (24 décembre 1899) puis Grand-officier de la Légion d'Honneur (14 septembre 1906).